# Gurli Söderström
Gurli Söderström var en svensk friidrottare (mångkamp) som tävlade för klubben Brynäs IF. Första året som damer fick delta i SM vann hon guldmedalj i trekamp och tog silver i höjdhopp. 